# Фріпорт ЗПГ (термінал/завод)
Фріпорт ЗПГ – інфраструктурний об’єкт для прийому та регазифікації зрідженого природного газу в США на узбережжі Мексиканської затоки. В середині 2010-х років через падіння попиту на послуги регазифікації вирішено спорудити на його основі завод із зрідження природного газу.
Термінал Фріпорт, введений в експлуатацію у 2008 році, розташований на острові Quintana у штаті Техас, в 70 милях на південь від Х’юстону. Він здатний провадити регазифікацію в обсягах понад 49 млн.м3 на добу, після чого блакитне паливо може постачатись як прямим споживачам місцевої індустріальної зони (нафтопереробний завод  ConocoPhilips та хімічне виробництво компанії Dow Chemical), так і до газотранспортної мережі через Texas Intrastate gas pipeline, до якого спорудили перемичку довжиною 9,6 милі та діаметром 900 мм. Для зберігання ЗПГ змонтовано два резервуари по 160000 м3. 
Вибору майданчика під термінал посприяло те, що місцевий порт має підхідний канал з глибиною 13,5 метрів. Розташування ж в регіоні з жарким кліматом вплинуло на вибір технології регазифікації: в літній період використовується подане спеціальними вентиляторними установками гаряче повітря, яке нагріває циркулюючу в системі регазифікації воду.
«Сланцева революція» в газовій промисловості США вже за кілька років після спорудження терміналу перетворила країну на нетто-експортера блакитного палива. В цих умовах власники об`єкту вирішили доповнити його заводом із зрідження природного газу, орієнтованим на експорт. Первісно передбачалось спорудити три технологічні лінії загальною потужністю 13,2 млн.т ЗПГ на рік та третій резервуар об`ємом 165000 м3. Станом на 2016 рік велись активні будівельні роботи, які включали днопоглиблення біля наявного причалу, після чого він зможе обслуговувати газові танкери розміру Q-max (266000 м3), та спорудження другого причалу для суден вантажоємністю 180000 м3. Завод, проектну потужність якого дещо збільшили до 13,9 млн.т ЗПГ на рік (19,5 млрд.м3), планують ввести в експлуатацію у 2018-2019 роках.